# Chi Cắt rừng
Chi Cắt rừng (tên khoa học: Micrastur) là một chi chim trong họ Falconidae. Gồm 7 loài chim chim săn mồi sống ở Trung và Nam Mỹ, có kiểu sống giống với diều hâu rừng hơn là chim cắt, thích nghi với sự nhanh nhẹn trong môi trường rậm rạp hơn là tốc độ trong môi trường thoáng đãng. Lối săn mồi giống như diều hâu rừng, bằng cách nấp và đợi con mồi đi qua và bắt con mồi bằng một cuộc rượt đuổi nhanh. Chúng là những kẻ đi săn linh hoạt, sáng tạo, một số có thể bắt mồi trên mặt đất bằng chân. Con mồi có thể là chim, bò sát hoặc động vật có vú.

## Các loài
- Micrastur ruficollis: Cắt rừng vằn
- Micrastur plumbeus: Cắt rừng xám chì
- Micrastur gilvicollis: Cắt rừng sọc
- Micrastur mintoni: Cắt rừng bí ẩn
- Micrastur mirandollei: Cắt rừng lưng đá phiến
- Micrastur semitorquatus: Cắt rừng khoang cổ
- Micrastur buckleyi: Cắt rừng Buckley